# Vauquois
Vauquois ist eine französische Gemeinde mit 23 Einwohnern (Stand 1. Januar 2022) im Département Meuse in der Region Grand Est (bis 2015 Lothringen). In der Schlacht von Vauquois um die Anhöhe von Vauquois (französisch: Butte de Vauquois) wurde das Dorf während eines der größten Minenkriege im Ersten Weltkrieg völlig zerstört und nach dem Krieg am Fuße der Anhöhe teilweise wieder aufgebaut.

## Geografie
Die Gemeinde liegt 25 Kilometer nordwestlich von Verdun am Ostrand der Argonnen. An der nordöstlichen Gemeindegrenze verläuft das Flüsschen Buante. Nachbargemeinden von Vauquois sind Cheppy im Norden, Avocourt im Osten, Aubréville im Südosten sowie Boureuilles im Süden und Westen. Im Gemeindegebiet Vauquois liegt die 290 Meter hohe Anhöhe Butte de Vauquois, die sich etwa 130 m über die Ebene erhebt. Auf diesem Hügel stand vor dem Ersten Weltkrieg das Dorf Vauquois. Es wurde in den Kriegsjahren vollkommen zerstört. Ab 1920 wurden südlich, am Fuße des Hügels, einige Häuser neu gebaut. Ein Dorf mit Ortskern wie vor dem Krieg ist aber nicht mehr entstanden.

## Die Schlacht um Vauquois
Beschreibung der Schlacht von Vauquois→ siehe Hauptartikel Schlacht von Vauquois
Die Argonnen liegen zwischen Maas, Marne und den Ardennen. Sie waren ein wesentlicher Kriegsschauplatz des Ersten Weltkrieges. Die Anhöhe von Vauquois dominiert die gesamte Region im Osten des Argonner Waldes und wurde vom deutschen und französischen Generalstab als strategisch sehr wichtiger Beobachtungspunkt und Sperrriegel eingeschätzt. So konnten von dort aus die feindlichen Nachschubwege im Hinterland beobachtet und das Artilleriefeuer im Raum Verdun geleitet werden. Um die Anhöhe von Vauquois wurde einer der größten Minenkriege des Ersten Weltkriegs mit 519 Minensprengungen ausgetragen. Im Laufe der Schlacht von Vauquois verloren ungefähr 14.000 Soldaten ihr Leben.

## Wiederaufbau

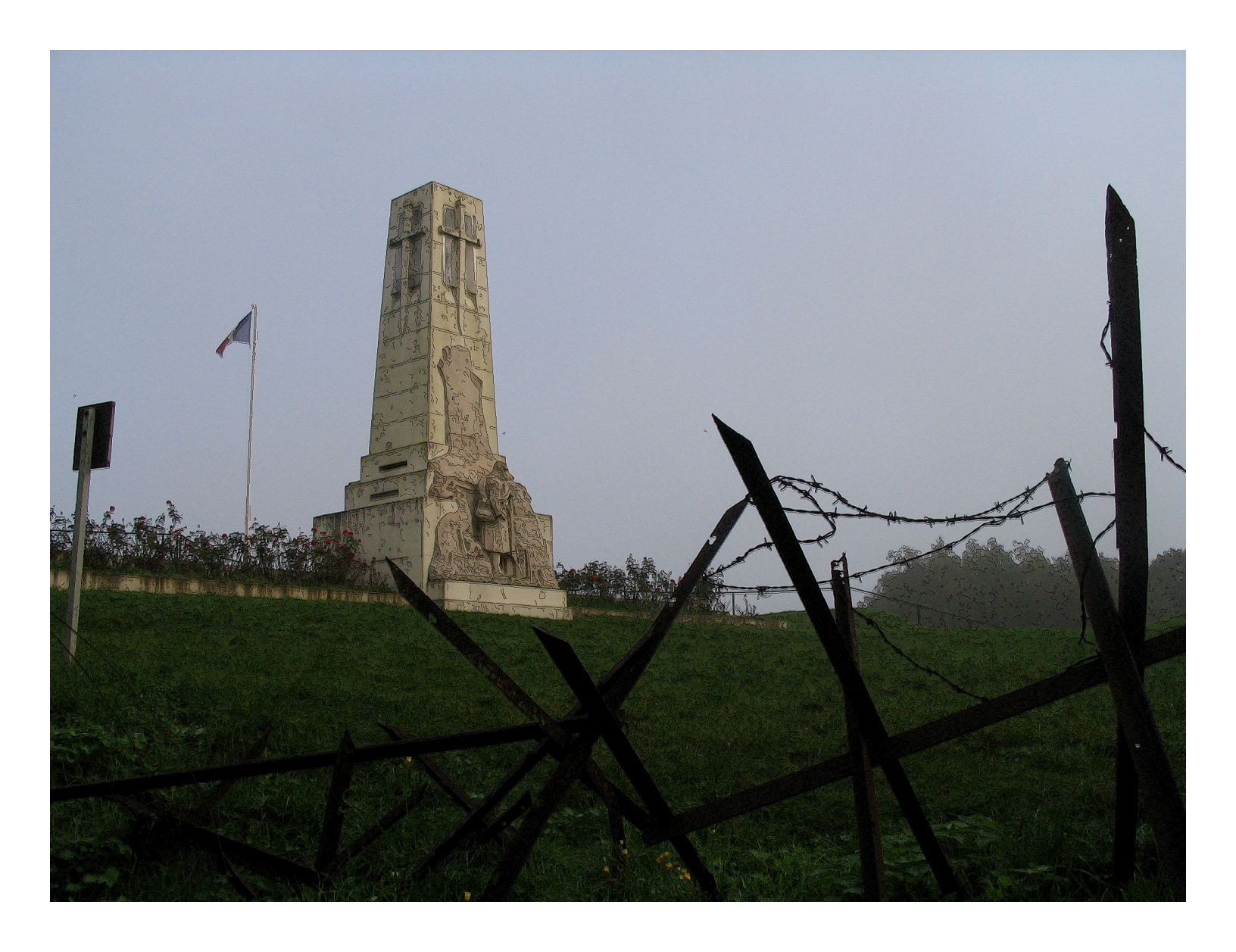
Denkmal auf der Anhöhe von Vauquois für die Gefallenen von Vauquois

Aufgrund der Bedrohung durch nicht explodierte Granaten und Minen wurde den ehemaligen Bewohnern von Vauquois nach dem Ersten Weltkrieg der Zugang zu der Anhöhe verwehrt und die Anhöhe wurde als Zone Rouge eingestuft. Mit Unterstützung der Stadt Orléans, Heimatstadt zahlreicher bei Vauquois gefallener Soldaten, wurde ab 1920 ein neues Dorf am Fuße der Anhöhe errichtet. 1923 wurde ein Soldatenfriedhof eingerichtet, auf dem 4.368 gefallene französische Soldaten bestattet wurden. Am 20. Juni 1926 wurde auf der Anhöhe von Vauquois das von Marius Roussel entworfene Vauquois-Denkmal für die Kämpfer und Gefallenen eingeweiht.

## Bevölkerungsentwicklung
Seit 1793 wurden in der Gemeinde alle fünf Jahre eine Volkszählungen durchgeführt. Die Einwohnerzahl (ab 2010 die sogenannte Gemeindebevölkerung (Population municipale)) entwickelte sich seitdem folgendermaßen:
| Jahr      | 1793 | 1896 | 1911 | 1921 | 1946 | 1962 | 1968 | 1975 | 1982 | 1990 | 1999 | 2006 | 2010 | 2015 | 2021 |
| Einwohner | 345  | 236  | 168  | 58   | 85   | 39   | 48   | 49   | 36   | 28   | 26   | 19   | 22   | 19   | 21   |